# Мідларен
Мідларен (нід. Midlaren) — село в нідерландській провінції Дренте. Входить до муніципалітету Тінарло.
Його площа становить 6,95 км², а населення станом на 2021 рік складало 345 осіб.

## Галерея

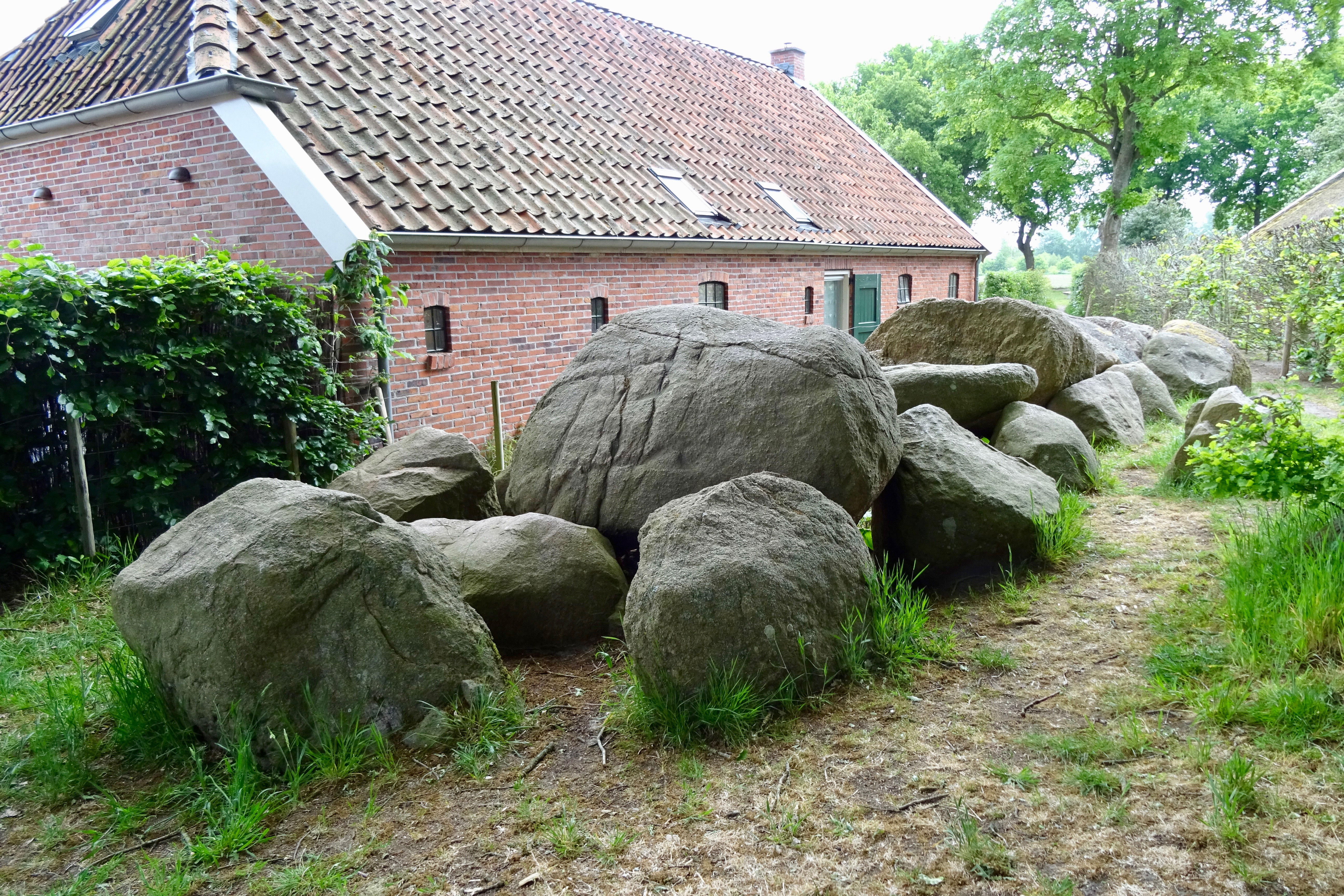
Дольмен поблизу Мідларена
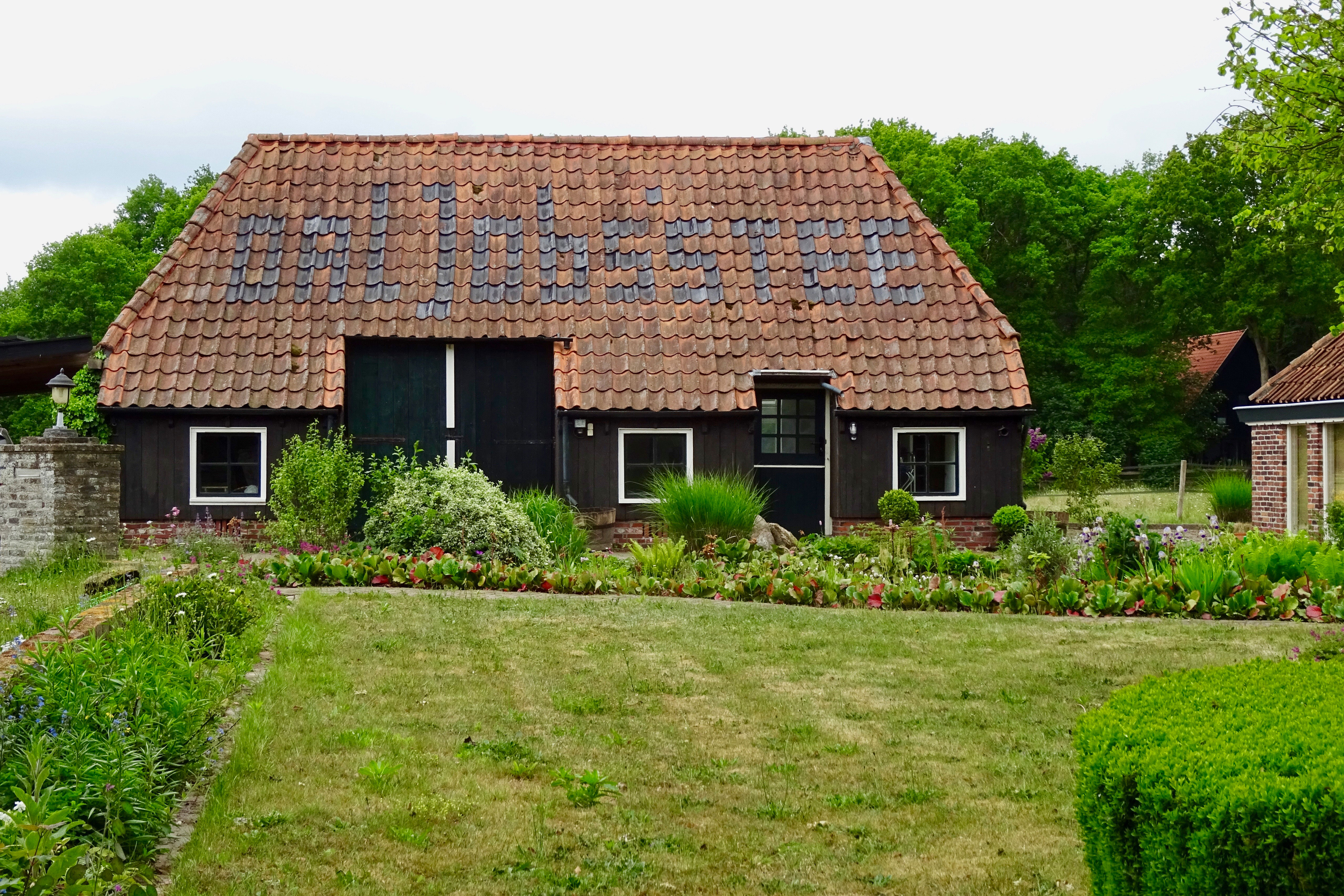
Ферма у селі
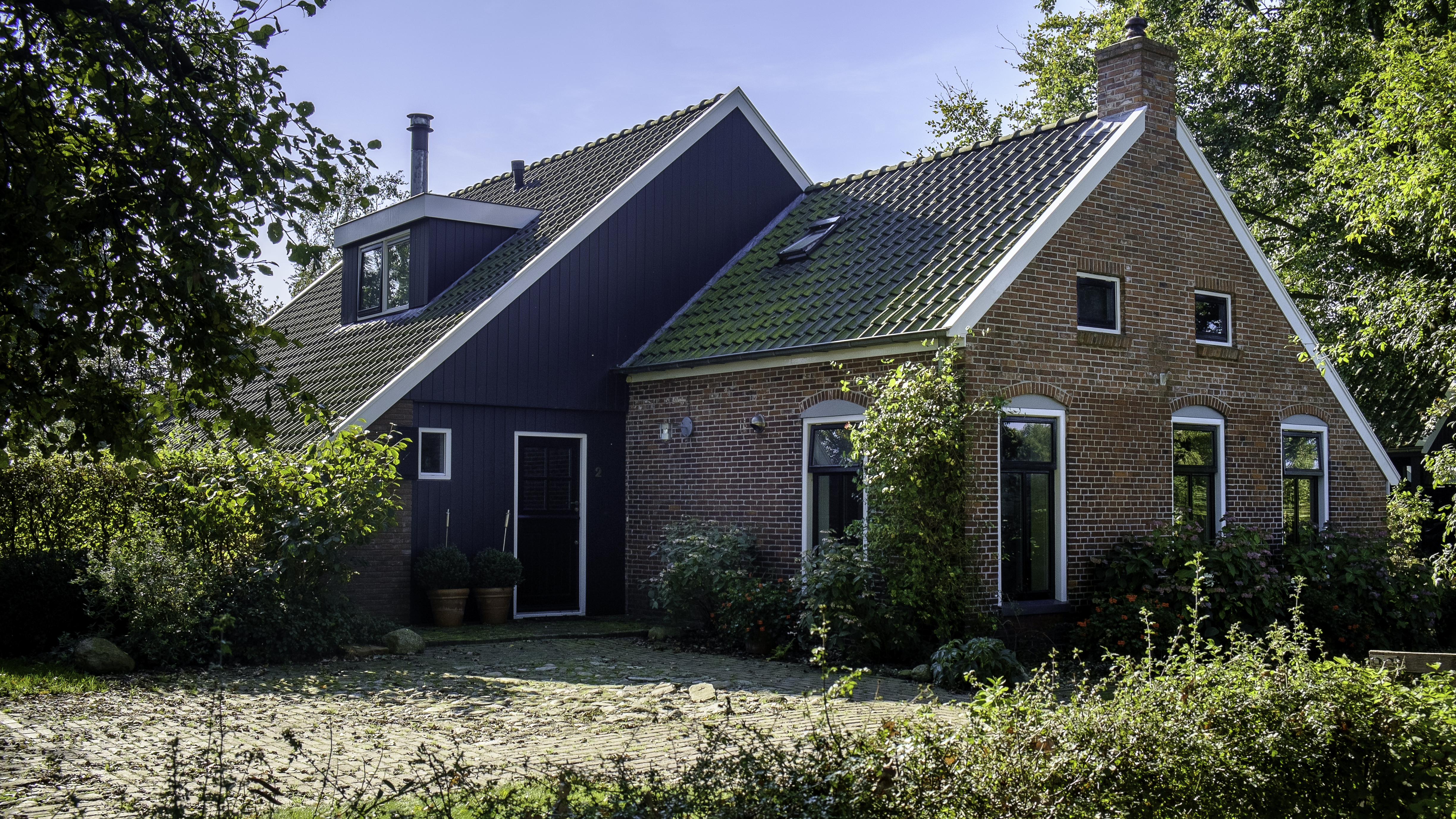
Ферма у селі
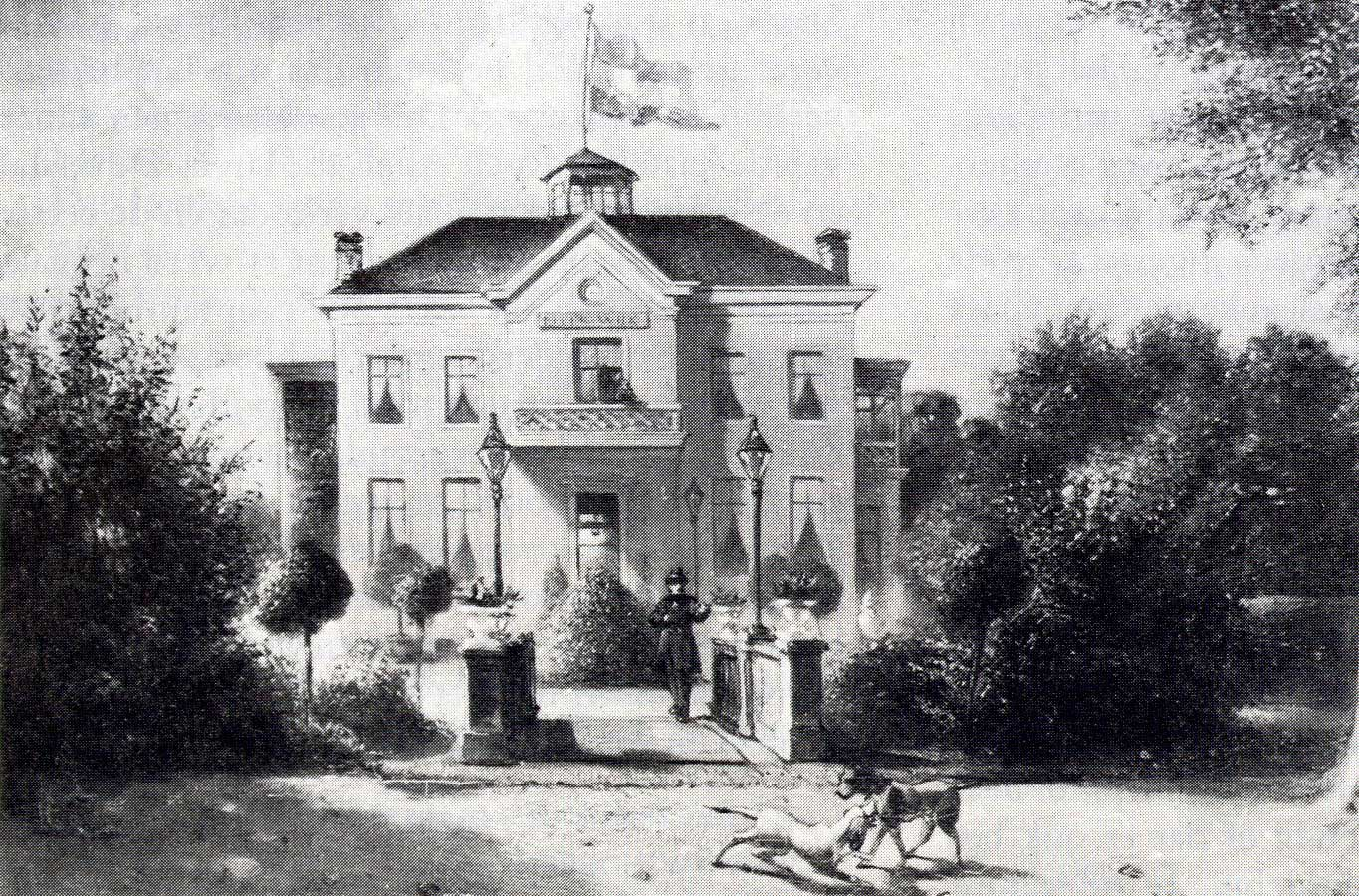
Вілла Meerwijk (1861)